# Buchanan Lake Village
Buchanan Lake Village è un census-designated place (CDP) degli Stati Uniti d'America della contea di Llano nello Stato del Texas. La popolazione era di 692 abitanti al censimento del 2010.

## Geografia fisica
Secondo lo United States Census Bureau, il CDP ha una superficie totale di 8,61 km², dei quali 3,85 km² di territorio e 4,76 km² di acque interne (55,25% del totale).

## Società

### Evoluzione demografica
Secondo il censimento del 2010, la popolazione era di 692 abitanti.

### Etnie e minoranze straniere
Secondo il censimento del 2010, la composizione etnica del CDP era formata dal 98,41% di bianchi, lo 0,14% di afroamericani, lo 0,14% di nativi americani, lo 0,43% di asiatici, lo 0% di oceanici, lo 0% di altre razze, e lo 0,87% di due o più etnie. Ispanici o latinos di qualunque razza erano il 2,31% della popolazione.